# Rakaia solitaria
Rakaia solitaria är en spindeldjursart som beskrevs av Forster 1948. Rakaia solitaria ingår i släktet Rakaia och familjen Pettalidae. Inga underarter finns listade i Catalogue of Life.